# Bacino di Volgograd
Il bacino di Volgograd (in russo Волгоградское водохрани́лище?, Volgogradskoe vodochranilišče) è un lago artificiale della Russia europea meridionale, formato dal fiume Volga, nel suo medio corso, in seguito allo sbarramento realizzato nei pressi della città omonima. La formazione del bacino risale agli anni compresi fra il 1958 e il 1961.
Il bacino si estende nel territorio degli oblast' di Volgograd e Saratov per 3.117 km2, ha una profondità media di 10,1 m e si allunga secondo la direzione del fiume per 540 km a monte della diga, raggiungendo una larghezza massima di 17 km.
Il bacino è uno dei più grandi della Russia e del mondo intero; sorgono sulle sue rive alcune importanti città della zona come Saratov, Kamyšin, Ėngel's, Vol'sk. Le acque del bacino vengono utilizzate per diversi scopi: irrigazione delle zone agricole circostanti, pesca, trasporti, svago.